# Brigitte Pothmer
 (janvier 2021).
Brigitte Pothmer (née le 10 février 1955 à Prisser) est une femme politique allemande (Alliance 90 / Les Verts).

## Biographie
Après ses études supérieures techniques, Brigitte Pothmer obtient un diplôme en éducation sociale et en travail social à l'université des sciences appliquées de Hildesheim/Holzminden, qu'elle obtient en tant que pédagogue sociale qualifiée. Par la suite, elle travaille de 1982 à 1990 dans l'éducation des jeunes et des adultes et l'éducation à la santé. De 1990 à 1994, elle travaille comme conseillère pour les femmes au sein du groupe parlementaire des Verts en Basse-Saxe. 
Brigitte Pothmer est mariée. Elle habite à Hildesheim. 

## Parti
Elle est membre des Verts depuis 1992 et est présidente de la fédération des Verts en Basse-Saxe de mai 2003 à novembre 2005. 

## Parlementaire
De 1994 à 2003, Brigitte Pothmer est membre du Landtag de Basse-Saxe. Elle est ensuite présidente adjointe du groupe et porte-parole du groupe en politique sociale. 
Depuis 2005, elle est membre du Bundestag et porte-parole du groupe parlementaire Alliance 90 / Les Verts pour la politique du marché du travail. Pothmer est membre de la commission du travail et des affaires sociales et membre suppléant de la commission de la santé. Elle appartient au groupe parlementaire germano-roumain et germano-bulgare du Bundestag. 
Aux élections de 2005, 2009 et 2013, Brigitte Pothmer se présente dans la circonscription du Bundestag à Hildesheim et est élue au Bundestag via la liste proportionnelle de Basse-Saxe.